# Klebsormidiales
Klebsormidiales, red parožina u razredu Klebsormidiophyceae. Ime dolazi po rodu Klebsormidium. Sastoji se od dvije porodice s ukupno 49 vrsta.

## Opis
Klebsormidiales je mala i slabo poznata skupina harofitnih algi. Članovi ovog reda rastu kao nerazgranati filamenti, obično s jednim pirenoidom za skladištenje škrobnih rezervi i jednim ili dva kloroplasta na unutarnjoj strani svake stanice.
Postoji 5 rodova (donedavno samo tri roda u redu) koji se sastoji od 49 vrsta. Rodovi Klebsormidium i Stichococcus (danas Deuterostichococcus) najčešće rastu u tlu i na drugim vlažnim supstratima, no ponekad se mogu naći i u vodenim staništima.
Za razliku od drugih harofita, dioba stanica u Klebsormidiales događa se stvaranjem brazde za cijepanje, ali očito se ne formira ni fragmoplast niti stanična ploča. Ipak, na mnogo načina citokineza je slična onoj u Zygnematales, i iz tog razloga je sugerirana bliska veza između dva reda. Prisutnost fragmoplasta standardna je metoda stanične diobe i kod harofita i kod biljaka, a nedostatak ove značajke jedan je od razloga što je Klebsormidiales tek nedavno reklasificirana u Charophyceae.

## Porodice
1. Elakatotrichaceae Hindák
2. Klebsormidiaceae K.D.Stewart & K.R.Mattox